# Tommy Arwitz
Tommy Arwitz (* 19. März 1944 in Ängelholm, Skåne län; † Januar 2023 in Farhult, Höganäs, Skåne län) war ein schwedischer Diplomat, der unter anderem zwischen 1992 und 1997 Botschafter in Kuwait sowie zugleich in Bahrain, Katar und den Vereinigten Arabischen Emiraten, von 1997 bis 1999 Botschafter im Libanon und zwischen 1997 und 2002 Botschafter in Syrien war. Er war zuletzt von 2004 bis 2008 Botschafter in Jordanien.

## Leben
Tommy Arwitz, Sohn von Per Arwitz und dessen Ehefrau Sonja Lindegren, absolvierte ein Studium an der Universität Stockholm, welches er 1967 als Filosofie kandidat beendete. Bereits während des Studiums trat er 1965 in den Dienst des Außenministeriums (Utenriksdepartementet) und war zunächst bis 1967 an der Botschaft in der Sowjetunion tätig. Daraufhin war er bis 1980 wiederum im Außenministeriums und fand 1970 sowie abermals zwischen 1977 und 1979 Verwendung an der Botschaft in der Sowjetunion. In der Folgezeit war er von 1980 bis 1981 an der Botschaft im Iran, zwischen 1981 und 1984 an der Botschaft in Indonesien sowie von 1984 bis 1989 an der Botschaft in Italien tätig, ehe er zwischen 1990 und 1992 als Kanzleirat (Kansliråd) im Außenministerium arbeitete.
Als Nachfolger von Ingolf Kiesow übernahm Arwitz 1992 das Amt als Botschafter in Kuwait und war als solcher mit Amtssitz in Kuwait-Stadt bis zu seiner Ablösung durch Thomas Ganslandt zugleich als Botschafter in Bahrain, Katar und den Vereinigten Arabischen Emiraten akkreditiert. 1997 wurde er Botschafter im Libanon mit Amtssitz in Beirut und löste dort Jan Axel Nordlander. Er bekleidete dieses Amt bis 1999 und wurde daraufhin von Ann Dismorr abgelöst. Darüber hinaus wurde er 1997 als Nachfolger von Jan Axel Nordlander auch Botschafter in Syrien und bekleidete diesen Posten in Damaskus bis 2002, woraufhin Viola Furubjelke, eine bisherige langjährige Abgeordnete des Reichstages der Sveriges socialdemokratiska arbetareparti (SAP) ihn ablöste. Danach leitete er im Außenministerium eine Untersuchung zur Erleichterung von Importen aus Entwicklungsländern.
Zuletzt wurde Arwitz 2004 Botschafter in Jordanien mit Amtssitz in Amman, wo er Klas Gierow ablöste. Er bekleidete dieses Amt bis 2008 und wurde daraufhin von Charlotta Sparre abgelöst. Als Botschafter in Jordanien musste er sich unter anderem mit der Flüchtlingssituation sowie dem internationalen Terrorismus und terroristischen Anschlägen befassen.
Tommy Arwitz heiratete 1971 die Diplom-Konferenzdolmetscherin Gun Wikström, Tochter von Ola Wikström und Aissi Eklöf. Aus dieser Ehe gingen die drei Töchter Alexandra, Maria und Nina hervor.